# Littérature rom
La littérature rom désigne l'ensemble des littératures orales et écrites des Roms, de toute langue, de toute époque, de tout lieu.

## Langue
La langue romani (ou rromani ou rromanès) est une langue d'origine indo-aryenne (indo-iranienne, inod-européenne).
Le romani s'est distingué des autres langues indo-aryennes du Nord-Ouest au cours du long séjour de ses locuteurs (1071-1381) dans le Sultanat de Roum, sous domination seldjoukide en Anatolie, où la langue officielle était le persan et les langues vernaculaires le grec et l'arménien. Le romani s'est enrichi en chemin de nombreux mots d'origine dite néo-persane (pārsi-ye darbāri, post-pahlavi), arménienne, grecque, byzantine, pontique, mais aussi tatare lors de sa diffusion au XIIIe siècle au nord du Caucase et dans la steppe pontique.
Les emprunts aux diverses langues européennes avec lesquelles le romani s'est ensuite trouvé en contact, sont postérieurs au XIVe siècle. En Europe, continuent à exister divers groupes et dialectes de la langue romani.
L'ensemble mondial des locuteurs serait en 2020 d'environ 5 000 000.

## Histoire
Aucune tentative d'identification collective ne semble avoir abouti avant le XXe siècle. Les principales raisons en sont la grande part de l'oralité, ou, lorsque a forme écrite est adoptée, la multiplicité des langues utilisées et la faible notoriété des petits éditeurs spécialisés dans ces langues.  Pour la France, il existe une thèse analysant les travaux de onze écrivains romani, Joseph Doerr, Lick Dubois, Vania de Gila-Kochanowski, Miguel Haler, Sandra Jayat, Roberto Lorier, Matéo Maximoff, Esmeralda Romanez, Luiz Ruiz, Joseph Stimbach et Sterna Weltz.  

### XVIIesiècle
- John Bunyan (1628-1600), revendiqué comme Rom par certains

### XIXesiècle
- Heinrich von Wlislocki (1856-1907), nombre d'œuvres, dont Fleurs de bruyère. Chansons folkloriques des Tsiganes de Transylvanie (1880, Allemagne)
- Gina Ranjivic (1830-1891), Chants tsiganes (1864, Suède)
- Ceferino Giménez Malla (1861-1936)

### XXesiècle
En 1925, en URSS, est fondée une Union des RRom de toute l'Union soviétique, avec un périodique Nevo drom (Nouvelle voie), une revue Romani Zora, des émissions de radio, un enseignement de langue romani, le Théâtre Romen.
- Adyam Tikno (1875c-1948c)[4]
- Gheorghe A. Lăzăreanu-Lăzurică (en) (1892-?)
- Alexandre Vieceslavovic Germano (1893-), prosateur, dramaturge, traducteur , La vie sur des roues
- Constantin S. Nicolăescu-Plopșor (en) (1900-1968)
- Michallo Bezliudsko (1901-?), dramaturge
- Marja Poljakova (?-?)
- Evdokia Orlova (?-?), dramaturge, Perdus derrière le chant
- Nina Dudarova (Nina Alaxandrovna Dudarova, 1903-1992)
- Ivan Rom-Lebedev (1903-1991), musicien, poète
- Helios Gómez (1905-1986), peintre, dessinateur
- Bronisława Wajs Papusza (1908c-1987), Chants de Papusa
- Nikolai Sakievic (1917-?), poète
- Matéo Maximoff (1917-1999), Le prix de la liberté[5] (1996)
- Slobodan Berberski[6] (1919-1989), Sans maison sans tombe (anthologie, 1990)
- Elena Lacková (1921-2003)
- Menyhért Lakatos (1926-2007), Couleur de fumée
- Pisla Helmstetter (1926-2013)
- Tera Fabiánová (cs) (1930-2007)
- Andrej Giňa (cs) (1930-2015)
- Katarina Taïkon (1932-1995)
- Ceija Stojka (1933-2013), Wir leben in Verborgenenen (1989)
- Ronald Lee (en) (1934-)
- Ion Cioabă (it) (1935-1997), supposé roi
- Gérard Gartner (1935-)
- Andrej Giňa (en) (1936-2015)
- Ilko Mazuro (1938c-), philologue
- Karlo Rudevic (1939-)
- Ivan Romano
- Dezider banga (1939-)[7], poète
- Sandra Jayat (1939-2025)
- Choli Daróczi József (hu) (1939-), Sur la face tordue de Dieu (1990), Douloureusement entre les langues (1994), revue Rrom som
- Leksa Manuš[8] (1942-1997)
- Veijo Baltzar (en) (1942-), finlandais[9]
- Ian Hancock (1942-)
- Rasim Sejdic (1943-1981), poète
- Margita Reiznerová (cs) (1945-)
- Rajko Đurić (1947-), Sans maison sans tombe (anthologie, 1990)
- Muharem Serbezovski (1950-)
- Alexandre Romanès (1951-)
- Seladin Saliesori (1952-)
- Károly Bari, Bari Karoly (1952-)
- Irena Eliášová (cs) (1953-)
- Florin Cioabă (1954-2013), supposé roi
- Jovan Nikolić (en) (1955-)
- Iljaz Saban (1955-)
- Bajram Haliti (en) (1955-)
- Kiba Lumberg (en) (1956-)
- Alfonso Mejia-Arias (en) (1961-)
- Ali Krasniqi (en) (?-), nouvelliste, kosovar

### XXIesiècle
- Santino Spinelli (it) (1964-), auteur, compositeur, dramaturge, Duj forat mulo (Deux fois mort)
- Najo Adžović (1971-)
- Tony Särkkä (it) (1972-2017), chanteur
- Caren Gussoff (en) (1973-)
- Rona Hartner (1973-), compositrice, chanteuse
- Dijana Pavlović (it) (1976-), actrice, activiste
- Anina Ciuciu (1990-)

## Auteurs
- Écrivains roms

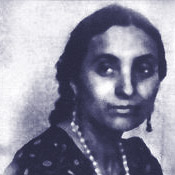
Bronisława Wajs Papusza
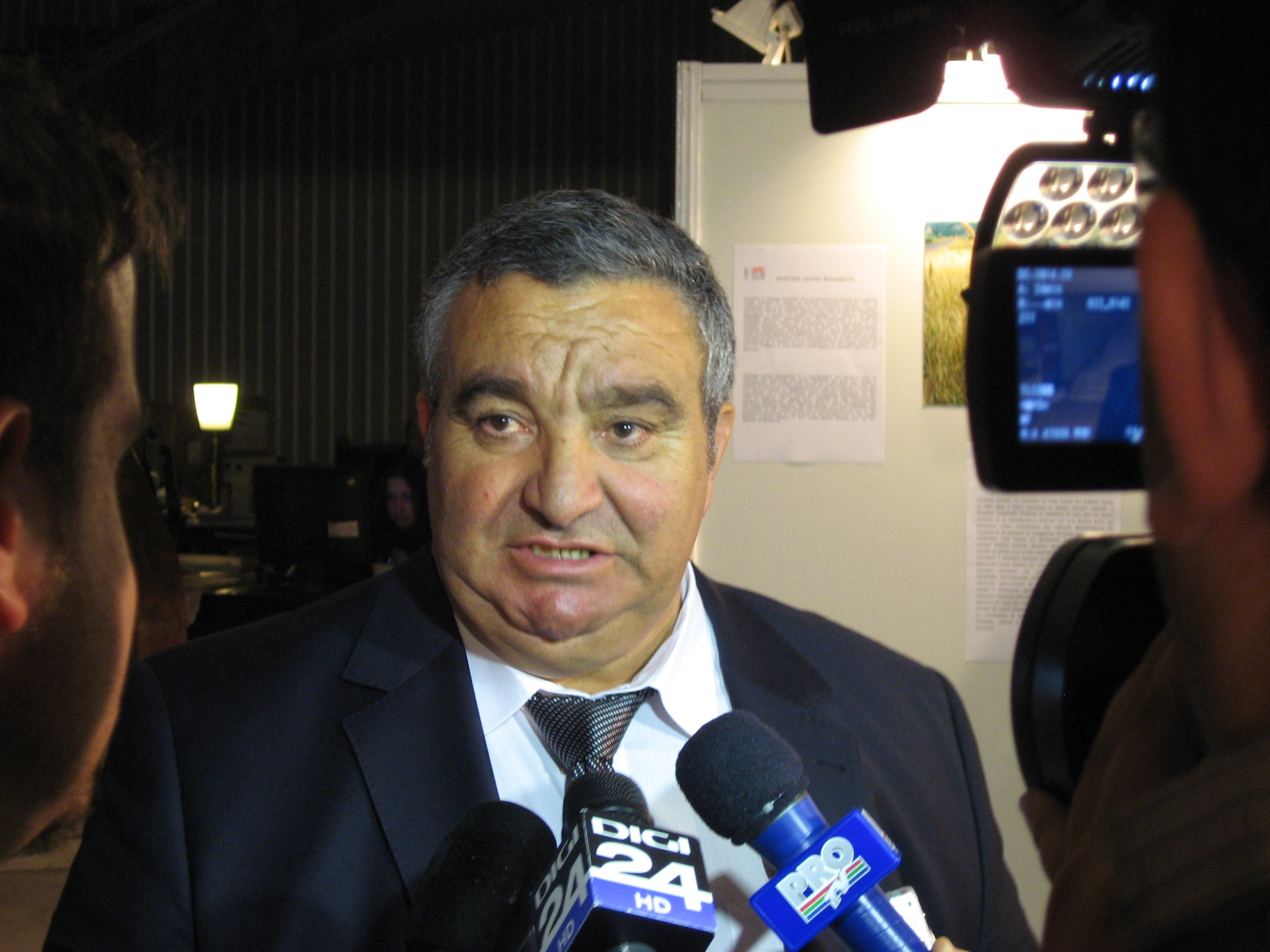
Florin Cioabă
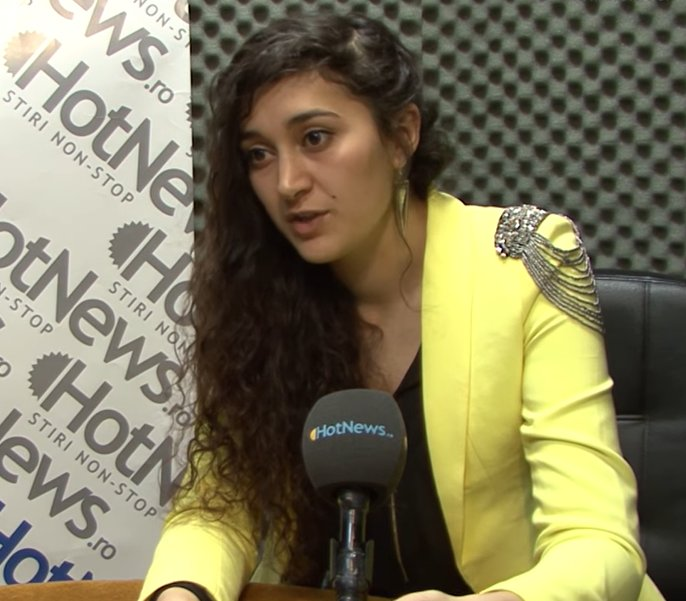
Anina Ciuciu

## Œuvres
Sélection d'ouvrages : sur babelio.com
- Ederlezi
- Djelem, djelem, l'hymne de la communauté Rom.
- Khorakhanè